# Saulzais-le-Potier
Saulzais-le-Potier je naselje in občina v osrednjem francoskem departmaju Cher regije Center. Leta 1999 je naselje imelo 492 prebivalcev.

## Geografija
Kraj leži v pokrajini Berry ob reki Loubiere, 53 km južno od Bourgesa.

## Uprava
Saulzais-le-Potier je sedež istoimenskega kantona, v katerega so poleg njegove vključene še občine Augy-sur-Aubois, Chaumont, Givardon, Grossouvre, Mornay-sur-Allier, Neuilly-en-Dun, Neuvy-le-Barrois, Sagonne, Saint-Aignan-des-Noyers in Vereaux s 5.744 prebivalci.
Kanton Saulzais-le-Potier je sestavni del okrožja Saint-Amand-Montrond.

## Zanimivosti
- cerkev saint-Oustrille, prenovljena v 19. stoletju,
- château de Mazière iz 18. stoletja,
- château de La Lande s parkom iz 18. stoletja,
- château de Champmatouin,
- spomenik Monument du Centre de la France; naselje se nahaja v samem geografskem središču Francije.